# Tomas Northug
Tomas Northug (* 19. April 1990 in Mosvik) ist ein ehemaliger norwegischer Skilangläufer.

## Werdegang
Der jüngere Bruder des Weltmeisters und Olympiasiegers Petter Northug gewann bei den nordischen Juniorenweltmeisterschaften 2010 in Hinterzarten die Goldmedaille im Sprintwettbewerb und mit der norwegischen Staffel. Schon ein Jahr zuvor überzeugte er bei den Juniorenweltmeisterschaften 2009 in Praz de Lys Sommand, wo er mit der norwegischen Staffel die Bronzemedaille gewann und in den Einzelwettbewerben Top-Ten-Platzierungen erreichen konnte. Nach einem achten Platz im Scandinavian Cup in Lygna wurde er im März 2010 für sein erstes Weltcuprennen nominiert. Beim Sprintweltcup in Drammen überstand er die Qualifikation und gewann als 30. gleich bei seinem ersten Weltcupstart einen Weltcuppunkt. Nachdem er auch in der Saison 2010/11 in Sprintwettbewerben des Scandinavian Cups überzeugen konnte, wurde er für den Weltcup in Liberec nominiert, wo er mit Platz 18 sein bisher bestes Karriereresultat erreichte. Im heimischen Drammen konnte er dieses Resultat sogar noch verbessern und erkämpfte sich den 14. Platz. Zu Beginn der Saison 2011/12 gelang ihm in Düsseldorf erstmals der Einzug in ein Halbfinale, wo er jedoch ausschied und den zwölften Platz belegte. In der Saison 2012/13 und 2013/14 startete er vorwiegend im Scandinaviancup, bei der er drei Rennen und 2013 die Gesamtwertung gewann. Zum Beginn der Saison 2014/15 erreichte er in Ruka mit dem achten Rang im Sprint seine erste Top-Zehn-Platzierung im Weltcup. Es folgte ein sechster Platz im Sprint in Davos. Im Januar 2015 holte er im Sprint in Otepää seinen ersten Weltcupsieg. Bei den nordischen Skiweltmeisterschaften 2015 in Falun belegte er den sechsten Rang. Die Saison beendete er auf den siebten Platz im Sprintweltcup. Die Saison 2014/15 war mit Abstand die beste Saison seiner Karriere.
In den darauffolgenden Saisonen konnte Northug nicht mehr an seine Leistungen von 2015 anschließen. Sein letzter Weltcupstart erfolgte 2015 in Drammen. In der Saison 2016/17 erreichte er als bestes Saisonergebnis beim Scandinavian Cup in Madona den zweiten Platz.
Im Mai 2017 erklärte er sein Karriereende.

## Erfolge

### Weltcupsiege im Einzel
| Nr. | Datum           | Ort    | Disziplin               |
| --- | --------------- | ------ | ----------------------- |
| 1.  | 17. Januar 2015 | Otepää | 1,5 km Sprint klassisch |

### Siege bei Continental-Cup-Rennen
| Nr. | Datum            | Ort      | Disziplin        | Serie            |
| --- | ---------------- | -------- | ---------------- | ---------------- |
| 1.  | 9. Februar 2013  | Jõulumäe | Sprint klassisch | Scandinavian Cup |
| 2.  | 10. Februar 2013 | Jõulumäe | Sprint Freistil  | Scandinavian Cup |
| 3.  | 23. Februar 2013 | Inari    | Sprint Freistil  | Scandinavian Cup |

## Platzierungen im Weltcup

### Weltcup-Statistik
Die Tabelle zeigt die erreichten Platzierungen im Einzelnen.
- 1.–3. Platz: Anzahl der Podiumsplatzierungen
- Top 10: Anzahl der Platzierungen unter den ersten zehn
- Punkteränge: Anzahl der Platzierungen innerhalb der Punkteränge
- Starts: Anzahl gelaufener Rennen in der jeweiligen Disziplin
- Hinweis: Bei den Distanzrennen erfolgt die Einordnung gemäß FIS.

| Platzierung         | Distanzrennen a | Distanzrennen a | Distanzrennen a | Distanzrennen a | Distanzrennen a | Skiathlon Verfolgung | Sprint | Etappen- rennen b | Gesamt | Team   | Team    |
| Platzierung         | ≤ 5 km          | ≤ 10 km         | ≤ 15 km         | ≤ 30 km         | > 30 km         | Skiathlon Verfolgung | Sprint | Etappen- rennen b | Gesamt | Sprint | Staffel |
| ------------------- | --------------- | --------------- | --------------- | --------------- | --------------- | -------------------- | ------ | ----------------- | ------ | ------ | ------- |
| 1. Platz            |                 |                 |                 |                 |                 |                      | 1      |                   | 1      |        |         |
| 2. Platz            |                 |                 |                 |                 |                 |                      |        |                   |        |        |         |
| 3. Platz            |                 |                 |                 |                 |                 |                      |        |                   |        |        |         |
| Top 10              |                 |                 |                 |                 |                 |                      | 6      |                   | 6      | 1      |         |
| Punkteränge         |                 |                 |                 |                 |                 |                      | 16     |                   | 16     | 1      |         |
| Starts              | 1               | 1               | 2               |                 | 1               | 2                    | 26     | 2                 | 35     | 1      |         |
| Stand: Karriereende |                 |                 |                 |                 |                 |                      |        |                   |        |        |         |

### Weltcup-Gesamtplatzierungen
| Saison  | Gesamt | Gesamt | Sprint | Sprint |
| Saison  | Punkte | Platz  | Punkte | Platz  |
| ------- | ------ | ------ | ------ | ------ |
| 2009/10 | 1      | 183.   | 1      | 116.   |
| 2010/11 | 31     | 104.   | 31     | 58.    |
| 2011/12 | 35     | 101.   | 35     | 50.    |
| 2012/13 | 70     | 64.    | 70     | 27.    |
| 2013/14 | 30     | 110.   | 30     | 56.    |
| 2014/15 | 217    | 31.    | 217    | 7.     |